# Buthus delafuentei
Espèce
Buthus delafuentei est une espèce de scorpions de la famille des Buthidae.

## Distribution
Cette espèce est endémique d'Andalousie en Espagne. Elle se rencontre vers Hinojos, Cartaya, Moguer et Almonte.

## Description
Le mâle holotype mesure 72,25 mm, le mâle paratype 64,80 mm et les femelles paratypes 58,10 et 66,25 mm.

## Étymologie
Cette espèce est nommée en l'honneur de Félix Rodríguez de la Fuente.

## Publication originale
- Teruel & Turiel, 2020 : « The genus Buthus Leach 1815 (Scorpiones: Buthidae) in the Iberian Peninsula. Part 1: Four redescriptions and six new species. » Revista Iberica de Arachnologia, vol. 37, p. 3-60.